# Henry Hartsfield
Henry Warren Hartsfield Jr., detto Hank (Birmingham, 21 novembre 1933 – Houston, 17 luglio 2014), è stato un astronauta statunitense che ha raggiunto oltre 480 ore di volo nello spazio durante le tre missioni Shuttle STS-4, STS-41-D e STS-61-A.

## Biografia

### Educazione
Dopo aver frequentato la West End High School della sua città natale, Birmingham in Alabama, nel 1954 conseguì il titolo di bachelor in fisica presso l'Università di Auburn. Seguirono anni di lavoro nel campo della fisica collaborando con la Duke University e dell'astronautica collaborando con l'istituto di tecnologia dell'aeronautica militare, l'Air Force Institute of Technology della Wright-Patterson Air Force Base. Nel 1971 conseguì il titolo di master in scienza dell'ingegneria presso l'Università del Tennessee.

### Esperienze
Hartsfield ricevette il suo primo incarico passando attraverso il programma di addestramento di ufficiali di riserva (Reserve Officer Training Program -ROTC) dell'Università di Auburn. Nel 1955 si arruolò nell'aeronautica militare americana - U.S. Air Force - e tra i vari incarichi vi fu un impegno a Bitburg in Germania con lo squadrone di combattimento tattico numero 53 (Tactical Fighter Squadron). Concluse l'addestramento presso l'istituto per aspiranti piloti di collaudo dell'aeronautica, la U.S. Air Force Test Pilot School dell'Edwards Air Force Base in California. Prima che nel giugno del 1966 venisse scelto come uno dei cinque astronauti del secondo gruppo individuato dall'Air Force per il programma per il Manned Orbiting Laboratory (MOL), Hartsfield svolse il ruolo di istruttore di volo presso la predetta base militare. Tale programma venne sospeso e cancellato definitivamente nel 1969 e Hartsfield fu uno dei sette astronauti del programma che passarono alla NASA in quanto di età inferiore ai 35 anni - requisito indispensabile richiesto dalla NASA. È interessante il fatto che il secondo gruppo passò in blocco alla NASA, mentre sia per il primo che per il terzo gruppo scelto, solo un pilota poté sperare in un successivo volo nello spazio.
Ha raggiunto un totale superiore alle 7.300 ore di volo, di cui 6.150 ore di volo sui seguenti tipi di aerei jet: North American F-86 Sabre, North American F-100 Super Sabre, Lockheed F-104 Starfighter, Republic F-105 Thunderchief, Convair F-106 Delta Dart, Lockheed T-33 Shooting Star e Northrop T-38 Talon.

#### Esperienze alla NASA
Hartsfield passò alla NASA nel settembre del 1969. Fece parte degli equipaggi di supporto per la missione dell'Apollo 16 nonché dell'equipaggio di supporto per tutte le missioni della stazione spaziale Skylab, cioè le missioni Skylab 2, Skylab 3 e Skylab 4.
Nell'agosto del 1977 Hartsfield si congedò dall'aeronautica militare dopo oltre 22 anni di servizio attivo, rimanendo comunque in carico alla NASA come collaboratore civile. Fece parte del gruppo incaricato dei primi voli di collaudo in orbita dello Shuttle e fu responsabile in particolare dello sviluppo dei sistemi di controllo della fase di rientro in atmosfera e delle attività dipendenti da tale fase.
Hartsfield venne nominato pilota di riserva per le missioni STS-2 ed STS-3 il secondo e terzo test in orbita dello Space Shuttle Columbia. Ormai veterano di diverse missioni (pur essendo rimasto a terra), Hartsfield venne nominato pilota della missione STS-4 svoltasi nel 1982 e successivamente incaricato con il comando delle missioni STS-41-D nel 1984 ed STS-61-A nel 1985.
La missione STS-4, alla quale Hartsfield partecipò quale pilota, fu il quarto ed ultimo collaudo di volo in orbita dello Shuttle Columbia. Venne lanciata dal Kennedy Space Center in Florida il 27 giugno 1982.  L'equipaggio venne completato dal comandante Thomas K. Mattingly che già precedentemente aveva volato nello spazio con l'Apollo 16. La missione ebbe una durata di sette giorni e l'obbiettivo primario fu l'ulteriore verifica delle capacità di ascesa e di rientro dello Shuttle, nonché della resistenza dei sistemi di bordo ed esterni dell'orbiter in situazioni di temperatura estreme. Vennero eseguiti pure dei collaudi della baia di carico dello Shuttle per futuri trasporti, obbiettivo per il quale tutto il programma era stato concepito. In aggiunta a quanto descritto, l'equipaggio dovette eseguire una serie di esperimenti scientifici, sia all'interno dell'abitacolo dell'orbiter, come pure nella baia di trasporto. Durante questi esperimenti venne attivato efficacemente per la prima volta il
contenitore "Getaway Special". La missione compì 112 orbite terrestri prima di atterrare sulla pista dell'Edwards Air Force Base in California il 4 luglio 1982.
Successivamente venne affidato a Hartsfield il comando della missione STS-41-D, lanciata dal Kennedy Space Center il 30 agosto 1984. Dell'equipaggio di questa missione fecero inoltre parte il pilota Mike Coats, gli specialisti di missione Judy Resnik, Steve Hawley e Mike Mullane, nonché lo specialista del carico di bordo Charlie Walker. Si trattò della prima missione eseguita con lo Space Shuttle Discovery.  Durante la missione di sei giorni, venne attivato con successo l'esperimento con il pannello solare OAST-1, furono posizionati i tre satelliti artificiali SBS-D, SYNCOM IV-2 e TELSTAR 3-C nonché eseguiti diversi esperimenti di carattere scientifico. Pure la camera per la registrazione di immagini televisive IMAX, già usata durante la missione precedente, venne utilizzata nel corso di questa missione. L'equipaggio venne soprannominato "Icebusters" (definizione in gergo per rompighiaccio) quando Hartsfield fu in grado di rimuovere con successo un blocco di ghiaccio che si era pericolosamente formato all'esterno dell'orbiter eseguendo una spavalda manovra con il "Remote Manipulator System", cioè l'apposito "braccio" per spostare e posizionare i carichi di bordo. La missione compì 96 orbite terrestri prima di atterrare il 5 settembre 1984 presso la Edwards Air Force Base.
Il terzo volo nello spazio di Hartsfield fu la missione STS-61-A, nuovamente con l'incarico di comandante. La missione venne nominata "Germania ovest D-1 Spacelab" in quanto per la prima volta venne trasportato lo Spacelab europeo ed eseguita la missione dell'ESA, per l'appunto denominata "D-1". Pure i tre esperti del carico di bordo erano astronauti dell'ESA: due germanici ed uno olandese. Oltre al centro di controllo di Houston, che effettuò esclusivamente la sorveglianza del volo, tutti gli esperimenti dello Spacelab vennero diretti e sorvegliati da un apposito centro di controllo dell'ESA, sito ad Oberpfaffenhofen in Germania. La missione venne lanciata dal Kennedy Space Center il 30 ottobre 1985. L'equipaggio era formato, oltre che da Hartsfield, dal pilota Steve Nagel, dagli specialisti di missione Jim Buchli, Guy Bluford e Bonnie Dunbar nonché dai citati esperti del carico di bordo tedeschi Reinhard Furrer e Ernst Messerschmid e dall'olandese Wubbo Ockels. La missione di sette giorni fu la prima con un equipaggio composto da otto membri nonché la prima che pure dal punto di vista scientifico fosse stata esclusivamente pianificata, programmata e controllata da personale esterno alla NASA. Vennero eseguiti oltre 75 esperimenti di carattere scientifico. Dopo 111 orbite terrestri, il 6 novembre 1985, la missione STS 61-A si concluse con l'atterraggio presso la Edwards Air Force Base in California.
Al termine di questo volo, Hartsfield aveva raggiunto 483 ore di volo nello spazio.
Hartsfield assunse successivamente diversi incarichi direttivi all'interno dell'ufficio degli astronauti, nonché al quartier generale della NASA. Fu particolarmente coinvolto nello sviluppo e nello studio di operazioni per stazioni spaziali, sempre assumendo un importante ruolo nei vari direttivi di programma. Tra questi incarichi sicuramente spicca la posizione di coordinatore per l'equipaggiamento ed assetto individuale della Stazione spaziale internazionale (ISS) assunto nel 1993. In tale posizione gli vennero affidate ulteriori responsabilità e a tutt'oggi Hartsfield partecipa alla ricerca per futuri programmi ed attività riferentesi all'esplorazione umana dello spazio.
Hartsfield è pluridecorato di onorificenze nazionali ed internazionali sia nel campo militare che in campo civile.
Muore nel 2014 e venne sepolto nel Cimitero nazionale di Arlington, Virginia.

## Vita privata
Hartsfield è nato a Birmingham (Alabama) dove sua madre, la signora Norma Hartsfield, vive tutt'oggi. Era sposato con Judy Frances Massey nativa di Princeton in Carolina del Nord e padre di due figlie: Judy Lynn (nata il 29 maggio 1958) e Keely Warren (nata il 14 maggio 1959).